# Kyrburg

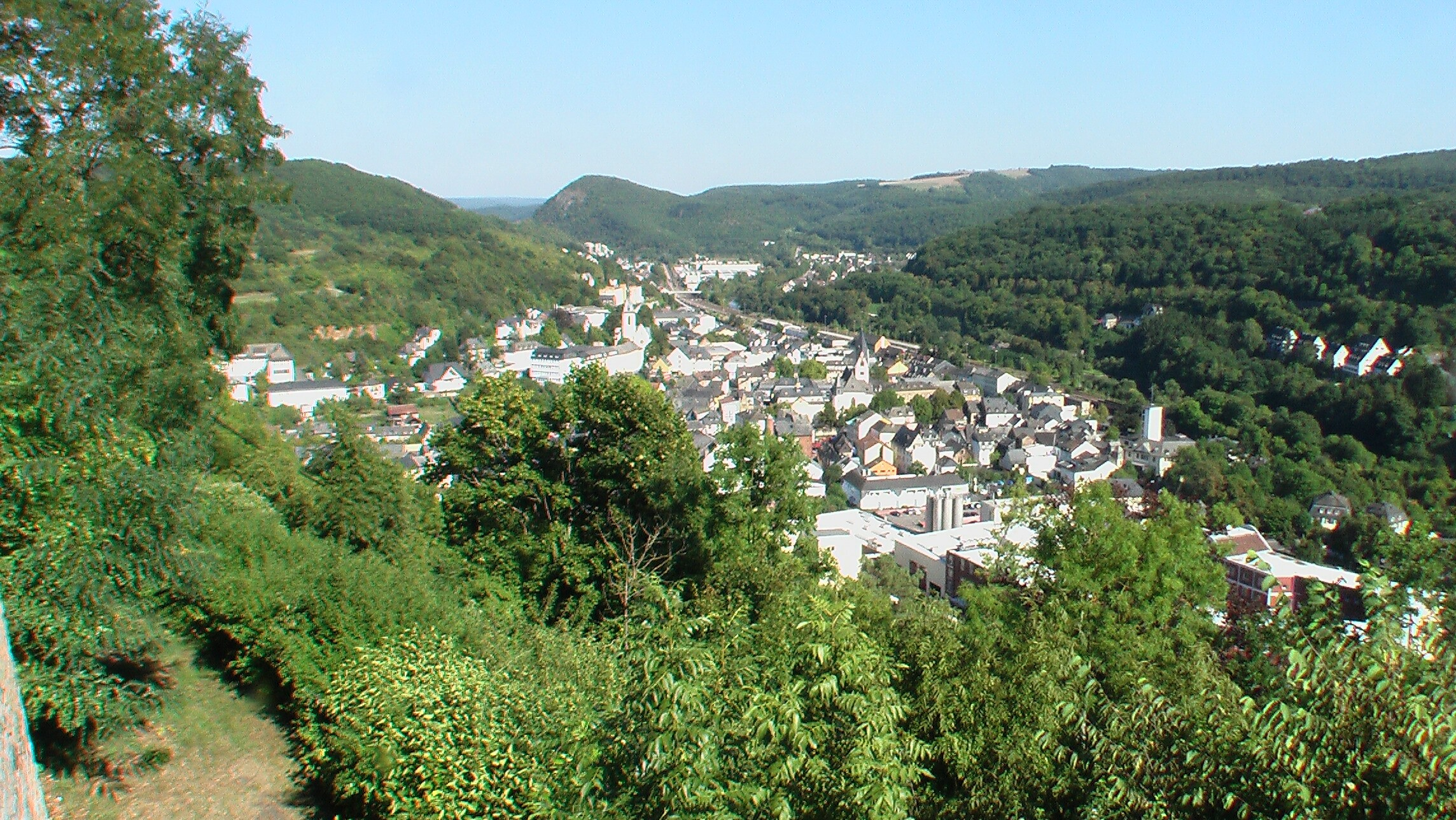
Blick von der Burg auf Kirn

Die Kyrburg, auch Kirburg genannt, ist die Ruine einer auf etwa 300 m ü. NHN erbauten Höhenburg zwischen den Tälern der Nahe und des Hahnenbachs hoch über der Stadt Kirn im Landkreis Bad Kreuznach in Rheinland-Pfalz und ist das Wahrzeichen der Stadt.

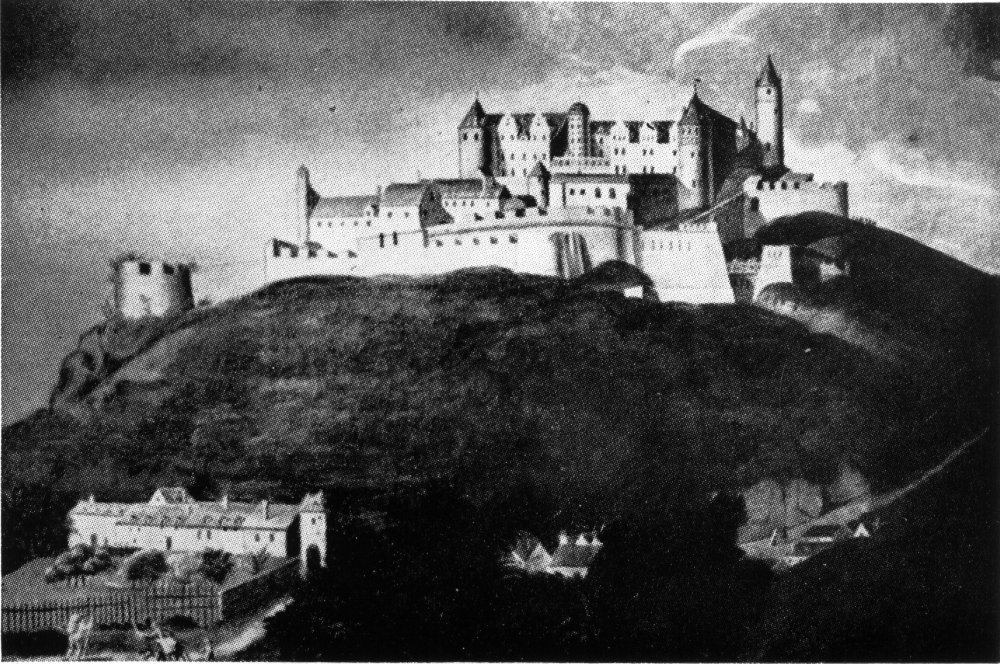
Die Kyrburg im 17. Jahrhundert, Gemälde in Schloss Anholt

## Geschichte
1128 wurde die Burg erstmals in einer Urkunde des Grafen „Emich de Kirberc“ erwähnt.
Die Burg war eine der Stammburgen der Wildgrafen (Nachfolger der Emichonen). Bis zum Ende des 13. Jahrhunderts hatten sich die Wildgrafen in mehrere Linien aufgeteilt, eine davon nannte sich nach der Kyrburg. 1409 übernahmen die Rheingrafen durch Heirat den Besitz. Nach der Burg erhielt das zunächst von dort aus verwaltete Territorium die Bezeichnung „Oberamt Kyrburg“. Später wurde der Verwaltungssitz nach Kirn verlegt.
Im Dreißigjährigen Krieg von den Spaniern, Schweden und den kaiserlichen Truppen besetzt, kam sie 1681 in die Hand der Franzosen. Acht Jahre später wurde dann eine Erneuerung der Befestigungsanlagen veranlasst. 1734 wurde die Festung, wiederum unter französischer Besatzung, im Zuge des Polnischen Thronfolgekriegs gesprengt. Die Burgruine diente daraufhin den Kirnern als Steinbruch. 1764 ließ Fürst Johann Dominik zu Salm-Kyrburg das Garnisonshaus erbauen, in dem sich heute das Restaurant Kyrburg befindet sowie im Keller das bekannte Whisky-Museum.
Im Jahr 1908 kam die Burganlage in den Besitz der Fürsten zu Salm-Salm, seit 1988 ist sie Eigentum der Stadt Kirn.

## Heutige Nutzung
Die Burgruine bietet als Freilichtbühne eine dramatische Kulisse für kulturelle Ereignisse. In den vergangenen Jahren sind dort mehrere Opern (v. a. von Giuseppe Verdi) aufgeführt worden, außerdem finden diverse Theateraufführungen, Konzerte und Festlichkeiten statt. 

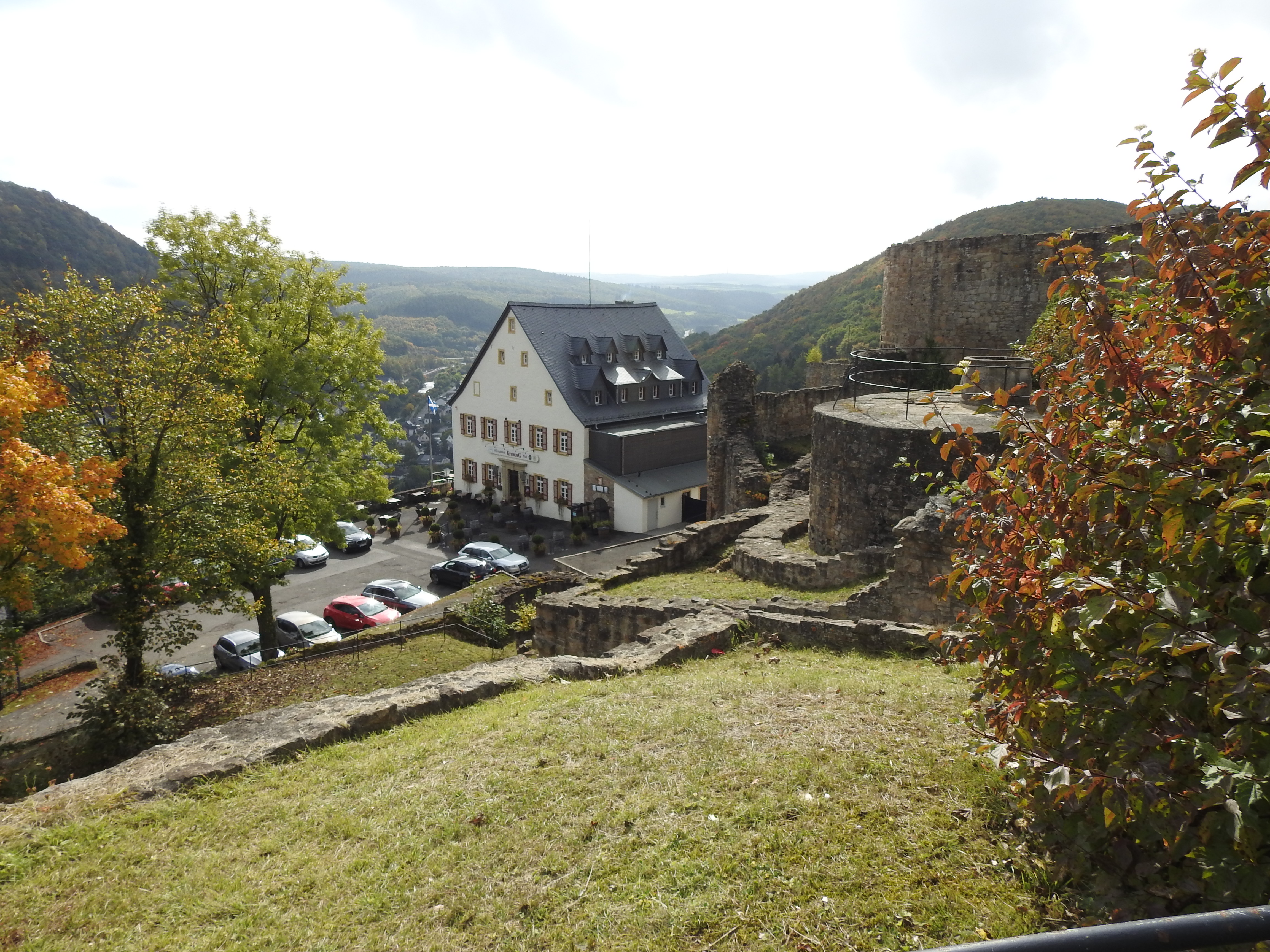
Barockes Garnisonshaus mit Gastronomiebetrieb
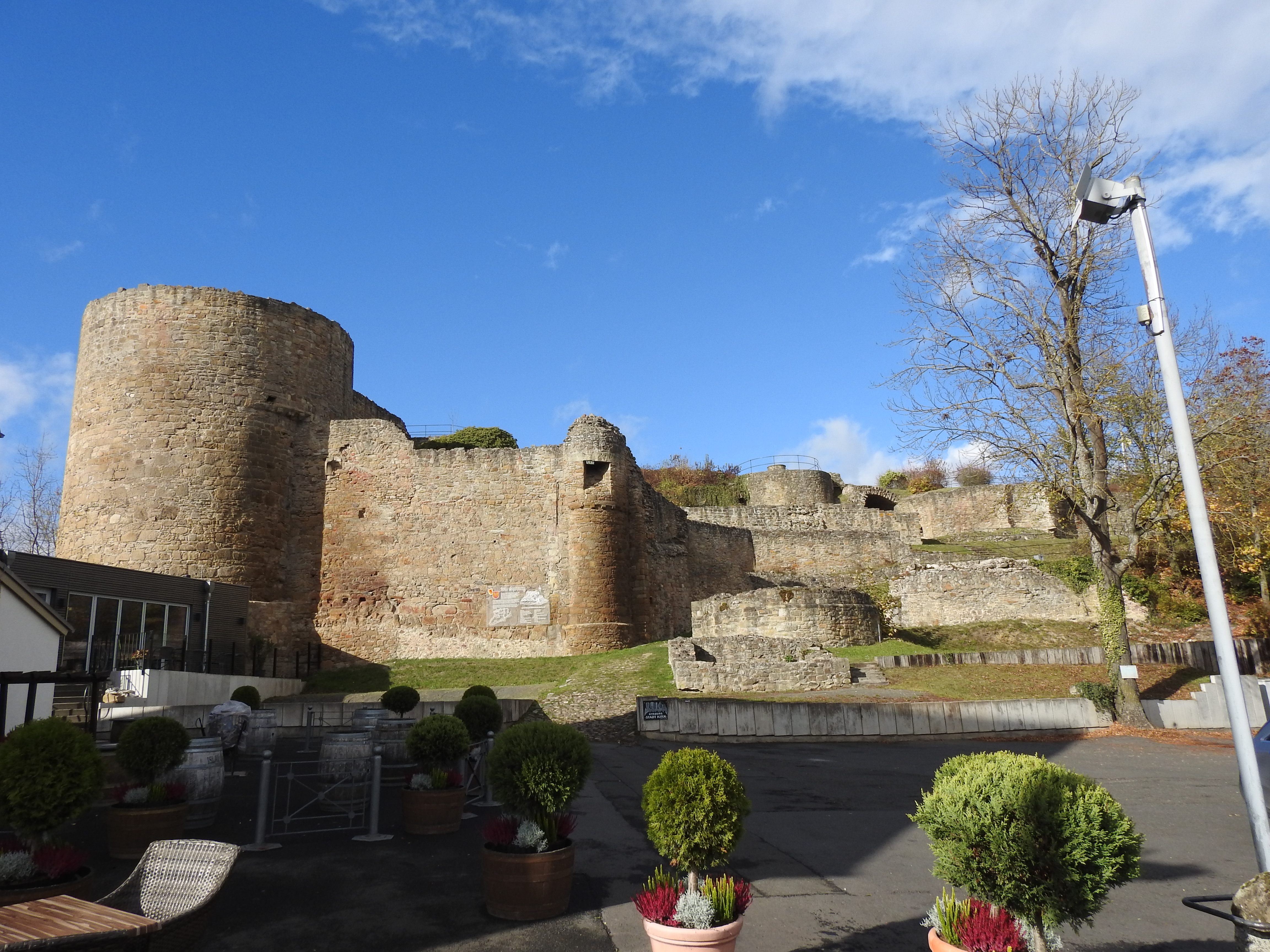
Die freigelegten mächtigen Burgmauern mit Süd-West-Turm
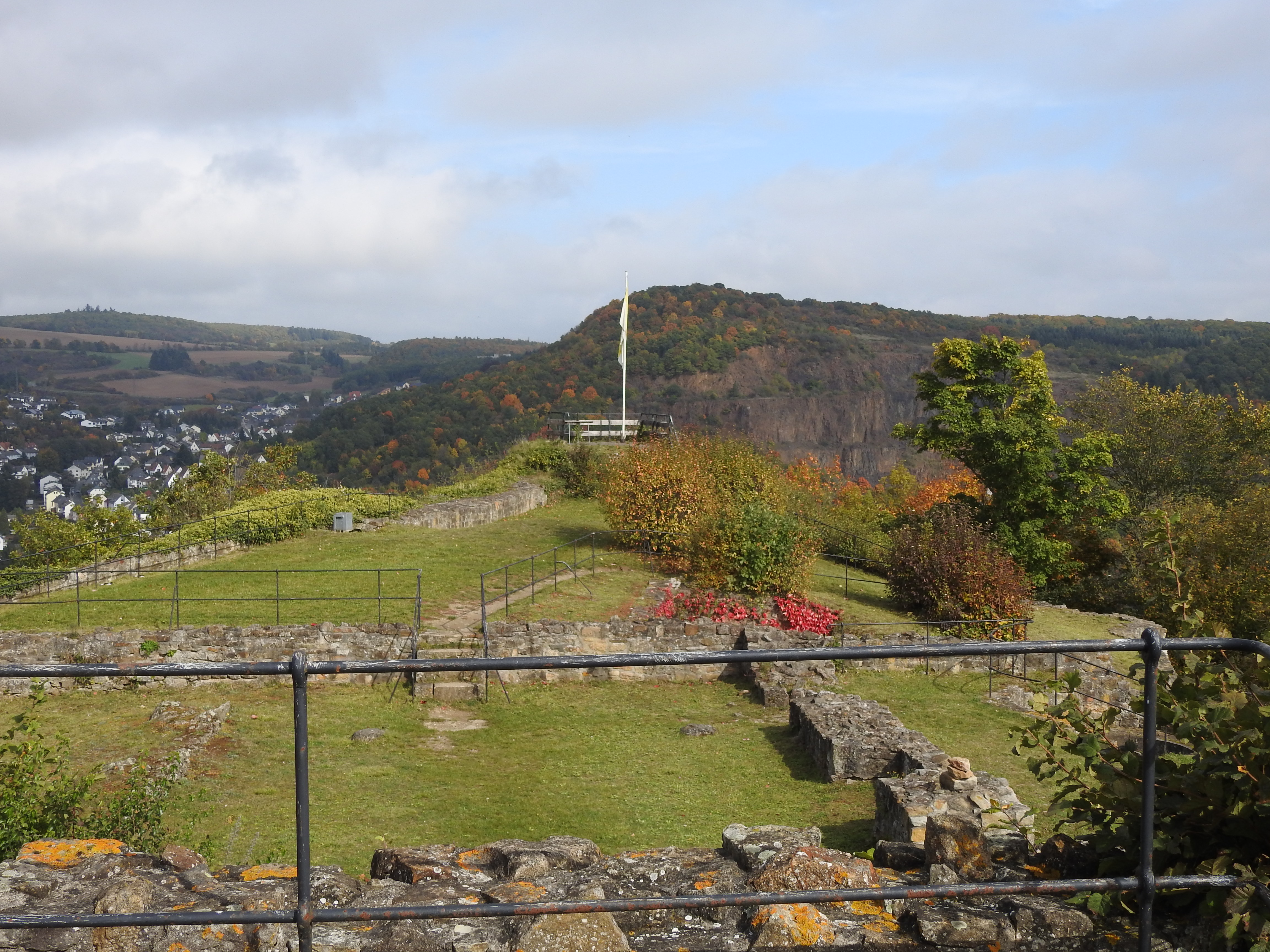
Auf der Ruine mit Blick auf den alten Steinbruch. An der Stelle der Fahne steht zu Weihnachten ein Christbaum, der weit über Kirn zu sehen ist.